# Cliopsy
Cliopsy est une revue numérique à comité de lecture semestrielle. Créée en 2009, elle soutient une orientation clinique psychanalytique dans le champ de l'éducation et de la formation.

## Historique
La décision de publier une revue  a été prise par l’équipe organisatrice des colloques Cliopsy 1 à l'université Paris-Nanterre en 2003 et Cliopsy 2, à la Sorbonne, en 2006. Le premier numéro a été mis en ligne en octobre 2009, la revue ayant, dès l'origine, fait le choix d'un support numérique. Elle est consultable sur la plateforme en ligne Cairn.info et sur le site https://www.revuecliopsy.fr/
Une association Cliopsy est créée en 2015. Elle publie la revue et organise des congrès.

## Ligne éditoriale
La psychanalyse, dans la lignée des propositions de Sandor Ferenczi et de Sigmund Freud, voit dans l'éducation un champ d'application pour la psychanalyse, propositions qui seront poursuivies par des psychanalystes des générations suivantes, Anna Freud, Melanie Klein, Donald Winnicott, August Aichhorn, Françoise Dolto, notamment.
Dans cette orientation, la revue Cliopsy participe à la publication et à la diffusion des recherches de chercheurs confirmés et de jeunes chercheurs. Son comité éditorial est composé d'enseignants-chercheurs en sciences de l'éducation ou en psychologie, de psychanalystes, notamment. 

## Recensions
Cliopsy est une revue référencée en sciences de l'éducation par l'HCERES. Elle figure sur la liste des revues considérées comme « référentes » pour le champ des recherches en sciences de l'éducation. Elle fait l'objet du suivi de revues francophones concernant des questions d'éducation du service Veille et Analyse de l'Institut français de l'éducation.
Cliopsy est également référencée par la base Mir@bel et par JournalBase (CNRS).

## Comité de rédaction
- Directeurs de publication : Claudine Blanchard-Laville (Cref, Paris-Nanterre) et Arnaud Dubois (ÉDA, Université Paris Cité).
- Rédacteur en chef : Louis-Marie Bossard (Cref, Paris-Nanterre).
- Comité de suivi : Patrick Geffard (Circeft, CLEpsydre, Paris 8) et Laurence Gavarini (Circeft, CLEpsydre, Paris 8), Catherine Yelnik (Cref, Paris-Nanterre).
- Autres membres : Françoise Bréant (Cref, Paris-Nanterre), Marc Guignard (ECP, Lyon-2), Mej Hilbold (Circeft, CLEpsydre, Paris 8), Véronique Kannengiesser (Upjv, Caref, Amiens), Antoine Kattar (Upjv, Caref, Amiens), Sophie Lerner-Seï (EDA, Paris Cité), Caroline Le Roy (Circeft, CLEpsydre, Paris 8), Bernard Pechberty (EDA, Paris Cité), Alexandre Ployé  (ÉMA, CYU Cergy Paris Université)[11].